# Cybaeus giganteus
Espèce
Cybaeus giganteus est une espèce d'araignées aranéomorphes de la famille des Cybaeidae.

## Distribution
Cette espèce est endémique des États-Unis. Elle se rencontre en Caroline du Nord, au Tennessee, au Kentucky, en Virginie, en Virginie-Occidentale, en Ohio, en Pennsylvanie et dans l'État de New York.

## Description
La femelle décrite par Chamberlin et Ivie en 1932 mesure 12 mm.

## Publication originale
- Banks, 1892 : A classification of North American spiders. Canadian Entomologist, vol. 24, p. 88-97.